# Distrito de Përmet
El distrito de Përmet (en albanés: Rrethi i Përmetit) es uno de los 36 distritos de Albania. Tiene una población de 26,000 personas (2004) con minorías de griegos y arumanos. La era pos-comunista ha presenciado el resurgimiento de la Iglesia ortodoxa albanesa, sectas musulmanes y como novedad histórica, a la religión protestante. El distrito comprende un área de 929 km², localizada al sudeste de la nación, siendo su capital Përmet.